# Lobelia andrewsii
Lobelia andrewsii är en klockväxtart som beskrevs av Thomas G. Lammers. Lobelia andrewsii ingår i släktet lobelior, och familjen klockväxter. Inga underarter finns listade i Catalogue of Life.

## Bildgalleri

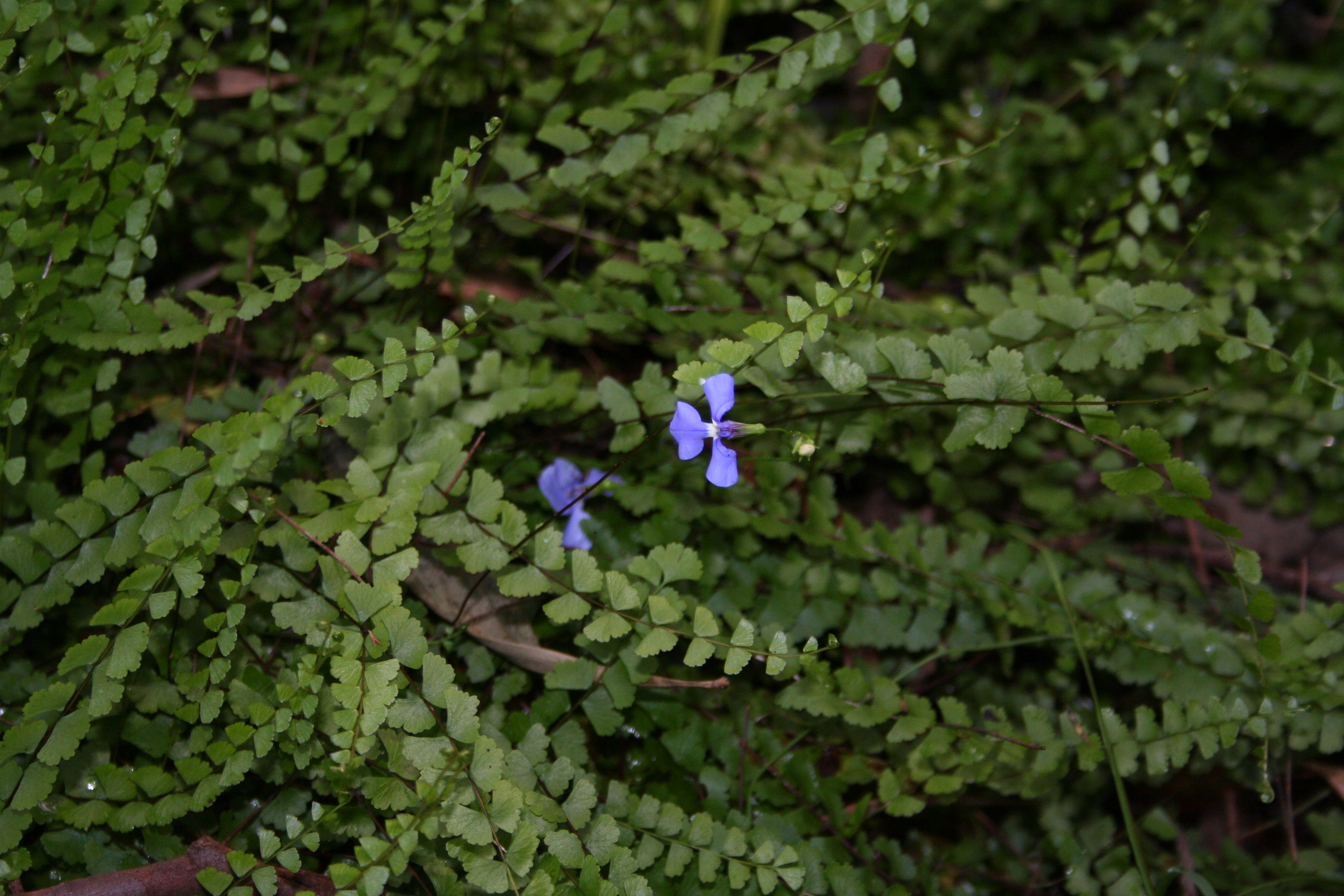